# ライヴ・アット・ザ・リーガル
『ライヴ・アット・ザ・リーガル』（Live at the Regal）は、アメリカ合衆国のブルース・ミュージシャン、B.B.キングが1964年に録音・1965年に発表したライブ・アルバム。 シカゴを代表するアフリカ系アメリカ人向けのライブ会場とみなされていた、リーガル・シアターにおける1964年11月21日の公演の模様が収録されている。

## 反響
オリジナル・リリース時は大ヒットに至らなかったが、2015年5月14日にキングが死去してからは、幾つかの国で総合アルバム・チャート入りを果たした。
アメリカでは1965年当時、『ビルボード』のR&Bアルバム・チャートで6位に達したが、総合アルバム・チャートのBillboard 200には入らなかった。しかし、1971年に初のBillboard 200入りを果たして78位に達し、キングの没後の2015年5月30日には最高56位を記録している。イギリスでも1965年当時は全英アルバムチャート入りを果たせなかったが、キングの没後、2015年5月23日付のチャートで96位となった。スイスでは2014年9月28日付のアルバム・チャートで74位となり、2015年5月24日にチャートに再登場して44位を記録した。

## 評価
Daniel Gioffreはオールミュージックにおいて満点の5点を付け「このレコードの至る所で名人芸のギターが鳴り響き、彼の長いキャリアの中でも最高の演奏が、ここに収められている」「B.B.キングのファンだけでなく、広い意味でのブルース・ファンにとっても絶対的に必携の作品」と評している。
『ローリング・ストーン』誌が選出した「オールタイム・グレイテスト・アルバム500」では141位、「オールタイム・グレイテスト・ライブ・アルバム50」では5位となった。2006年にはグラミーの殿堂入りを果たした。
『ギター・ワールド』誌の2017年の企画「B.B.キングのギターが最も偉大であった瞬間10」では、本作からの「スウィート・リトル・エンジェル」が1位となった。
なお、キング自身は後年「多くの人々は、批評家に愛された『ライヴ・アット・ザ・リーガル』が、私の一番のお気に入りと思っている。確かに良いアルバムだけど、私自身のお気に入りではない。私自身は『マイ・カインド・オブ・ブルース』（1961年）を一番気に入っている。そう思っているのは私だけなんだが」とコメントしている。

## 後のミュージシャンへの影響
本作はエリック・クラプトンに多大な影響を与えた作品として知られ、クラプトン自身は「もし彼（キング）の業績をよく知らないなら、若いプレイヤーだった頃の私にとって原点となったB.B.キングの『ライヴ・アット・ザ・リーガル』を薦めるよ」と語っている。ジミ・ヘンドリックスは、ジェフ・ベック・グループ在籍時のロン・ウッドとブルースの必聴盤について話していた際、ウッドに本作のコピーを渡したという。また、マーク・ノップラーは2015年、キングの訃報に際し「私は15歳の頃に『ライヴ・アット・ザ・リーガル』を初めて聴き、彼の演奏と歌の響きと情感、そして、それらが観客に及ぼす影響に打ちのめされた」とコメントしている。

## 収録曲
1. エヴリデイ・アイ・ハヴ・ザ・ブルース - Every Day I Have the Blues (Peter Chatman) – 3:08
2. スウィート・リトル・エンジェル - Sweet Little Angel (B.B. King, Jules Taub) – 4:09
3. イッツ・マイ・オウン・フォルト - It's My Own Fault (John Lee Hooker) – 3:09
4. ハウ・ブルー・キャン・ユー・ゲット - How Blue Can You Get? (Jane Feather) – 3:35
5. プリーズ・ラヴ・ミー - Please Love Me (B.B. King, Jules Taub) – 3:01
6. ユー・アプセット・ミー・ベイビー - You Upset Me Baby (Joe Josea, Maxwell Davis) – 2:39
7. ウォーリー、ウォーリー - Worry, Worry (Davis Plumber, J. Taub) – 6:23
8. ウォーク・アップ・ディス・モーニン - Woke Up This Mornin' (B.B. King) – 1:44
9. ユー・ダン・ロスト・ユア・グッド・シング・ナウ - You Done Lost Your Good Thing Now (B.B. King, J. Josea) – 4:33
10. ヘルプ・ザ・プアー - Help the Poor (Charlie Singleton) – 2:38

## 参加ミュージシャン
- B.B.キング - ボーカル、ギター
- デューク・ジェスロ - ピアノ、オルガン
- レオ・ローチー - ベース
- サニー・フリーマン - ドラムス
- ケニー・サンズ - トランペット
- ジョニー・ボード - テナー・サクソフォーン
- ボビー・フォルテ - テナー・サクソフォーン